# Belyj (vulkanický komplex)
Belyj (rusky Белый) je název vulkanického komplexu sestávajícího z několika štítových vulkánů, nacházejících se v severní části pohoří Středokamčatský hřbet na poloostrově Kamčatka.
Komplex tvoří samotný štít Belyj, menší štítové sopky Sergejev a Kevenejtunup, nacházející se jižně, resp. východně od masivu Belého a starší, pleistocenní vulkán Lagernyj, nacházející se jihovýchodně od Belého. Stáří komplexu se odhaduje na pozdní pleistocén až raný holocén.